# Acalolepta puncticeps
Acalolepta puncticeps es una especie de escarabajo longicornio del género Acalolepta, tribu Monochamini, subfamilia Lamiinae. Fue descrita científicamente por Breuning en 1938.
Se distribuye por Papúa Nueva Guinea. Mide aproximadamente 31 milímetros de longitud.